# Забродзе (Вармінсько-Мазурське воєводство)
Забродзе (пол. Zabrodzie, нім. Schöndorf) — село в Польщі, у гміні Біскупець Ольштинського повіту Вармінсько-Мазурського воєводства.
Населення — 138 осіб (2011).
У 1975-1998 роках село належало до Ольштинського воєводства.

## Демографія
Демографічна структура станом на 31 березня 2011 року:
|          | Загалом | Допрацездатний вік | Працездатний вік | Постпрацездатний вік |
| -------- | ------- | ------------------ | ---------------- | -------------------- |
| Чоловіки | 72      | 9                  | 59               | 4                    |
| Жінки    | 66      | 8                  | 48               | 10                   |
| Разом    | 138     | 17                 | 107              | 14                   |